# ألين أوليفر
ألين أوليفر (بالإنجليزية: Allen Oliver)‏ (8 سبتمبر 1924 في المملكة المتحدة - ) هو لاعب كرة قدم بريطاني في مركز الوسط. لعب مع ديربي كاونتي وستوكبورت كونتي ونادي غيتزهد ونادي أشينغتون ‏.

## وصلات خارجية
- ألين أوليفر على موقع قاعدة بيانات كرة القدم.إي يو (الإنجليزية)